# Petrovaradin
Petrovaradin (srp. Петроварадин, mađ. Pétervárad, njem. Peterwardein), nekadašnji utvrđeni grad uz rijeku Dunav, danas dio užeg gradskog područja Novog Sada. Petrovaradinska tvrđava poznata je kao Gibraltar na Dunavu.
Svetac zaštitnik Petrovaradina je sveti Petar.

## Zemljopisni položaj
Nalazi se na 45,15° sjeverne zemljopisne širine i 19,50° istočne zemljopisne dužine, na mjestu gdje Dunav meandrira, odnosno, gdje Srijem tvori "poluotok". Nalazi se na južnoj obali Dunava.
Smješten je u Srijemu, ali upravno je, zbog pripajanja urbanoj aglomeraciji Novog Sada, koji je u južnobačkom okrugu, "dijelom" Bačke.

## Kultura
Petrovaradinski vjernici, ali i vjernici iz cijele Srbije, tradicionalno slave blagdan Gospe Sniježne, kojoj je posvećeno katoličko svetište Tekije (Srijem) kod Petrovaradina. Tekije su podignute prije 300 godina, u čast čudesne pobjede nad osmanskim osvajačima, kada je usred ljeta pao snijeg.
Prvi redovnici koji su došli u Petrovaradin, nakon oslobađanja od Turaka, bili su isusovci 1693. i franjevci 1695. Isusovce je doveo kardinal, grof Leopold Kolonić. Kralj Leopold I. im je dao na korištenje Donju tvrđavu, kao i dušobrižništvo za vojnu posadu. Franjevci su se više usmjerili na rad s doseljenim bunjevačkim Hrvatima, kao i inim rimokatoličkim bosanskim izbjeglicama. 
U Donjoj tvrđavi su isusovci i franjevci izgradili mnoštvo crkava i rezidencija; ista je bila župno središte, kome su pripadala i predgrađa s većinskim hrvatskim stanovništvom.
1702. je osnovana rkt. župa i crkva sv. Jurja mučenika. U istoj samostanskoj crkvi je i kršten Josip Jelačić, koji je kasnije postao hrvatski ban.
Prva katolička škola u Srijemu je otvorena u Petrovaradinu.
28. siječnja 2001., u crkvi Uzvišenja Sv. Križa, je ostvaren prvi TV-prijenos jedne katoličke sv. mise u istočnom Srijemu, na tlu AP Vojvodine, tj. SRJ. Važnost je događaja u tome što je vodstvo TV Novi Sad odlučilo snimiti rimokatoličku svetu misu u jednoj srijemskoj crkvi, misu koju slave Hrvati. Prijenos je ostvaren na želju pomoćnog biskupa đakovačkog i srijemskog, mons. Đure Gašparovića.
Do 1990-ih, u Petrovaradinu su brojne ulice i institucije nosile imena po hrvatskim velikanima. Niti nakon drugog svjetskog rata nisu mijenjana imena ulica. Dolaskom na vlast srpskih ekstremista u Srbiji, krenulo se s mijenjanjem imena, tako da su ulice izgubili Matija Gubec, Zrinski, Vladimir Nazor i ini.
Rimokatoličke crkve u Petrovaradinu su: Uzvišenja Sv. Križa, sv. Jurja, sv. Roka

## Povijest
Na prostoru petrovaradinske tvrđave prvo ljudsko naselje postojalo je još 4500. godina prije Krista, ali nakon arheoloških otkrića na samom početku istraživanja povijest ovog prostora pomaknuta je na razdoblje 19.000-15.000 godina prije Krista. 
Istraživanjem ostataka naselja iz mlađeg brončanog doba arheolozi su pronašli i bedeme pojačane kolcima i palisadama koji svjedoče da je još u vrijeme tzv. vučedolske kulture postojalo utvrđeno naselje.
Oko stote godine prije Krista prostor Petrovaradina naseljavaju Kelti koje sto godina kasnije smjenjuju Rimljani koji utvrđivanjem granice na Dunavu grade tvrđavu Kuzum (lat.: Cusum) koju će u petom stoljeću razoriti Huni. Polovicom XIII. stoljeća skoro na istom mjestu naseljavaju se katolički redovnici  cisterciti ( lat.: ordo cisterciensis). Dozvolom hrvatsko-ugarskog kralja Bele IV. grade samostan koji nazivaju Belakut. Samostan je nakon tatarske provale utvrđen.
Veći značaj tvrđava dobiva opasnošću od Turaka Osmanlija. U Petrovaradinu je često boravio hrvatsko-ugarski kralj Matija Korvin. Tu je 1463. godine sklopio ugovor s Mletačkom Republikom i istovremeno razgovarao s vlastelom oko obrane od Turaka. Godine 1475. godine Korvin je odlučio zaratiti s Turcima. Hrvatsko-ugarski kralj Vladislav II. također posjećuje Petrovaradin gdje raznim olakšicama potiče napore u sakupljanju radne snage na popravkama kula i bedema. Nadbiskup Petar Varadi 1501. godine uz velike napore uspijeva obnoviti tvrđavu.
Godine 1525. u Petrovaradinskoj tvrđavi bilo je svega 1000 konjanika i 500 običnih vojnika da bi se krajem godine taj broj povećao na 4000 vojnika. Pred opasnošću od Turaka zapovjedništvo nad Petrovaradinom preuzeo je Pavle Tomori, raniji zapovjednik Budimskog grada. Njegovi zahtjevi za pojačanjem u vojsci i novcu nisu stizali. Umjesto pomoći, od kralja Ludovika II., stiže uputa da se s glavnim snagama prebaci na lijevu obalu Dunava, a zapovjedništvo nad tvrđavom prepusti hrvatskom plemiću Jurju Alapiću.
Pod zidine Petrovaradina 13. srpnja 1526. godine je stigla turska vojska jačine 40.000 ljudi predvođena velikim vezirom Ibrahimom. Sultan Sulejman I. se s glavninom svojih snaga ulogorio kod Iloka. Nakon jednomjesečne opsade i uz miniranje, Turci su koncem srpnja 1526. uspjeli osvojiti tvrđavu čiji su gotovo svi branitelji poginuli. 
Oko 1635. u Petrovaradinu je rođen franjevac Suganović.
Petrovaradin pod turskom vlašću, kao i ogroman dio Ugarske, ostaje sve do Velikog bečkog rata (1683. – 1699.). Nakon upada u Austriju i neuspjele opsade Beča turska vojska počinje povlačenje i u nizu poraza napušta većinu gradova pa i Petrovaradin. Glavnina carske austrijske vojske koju su činili 27 bataljuna pješaštva i 77 eskadrona konjaništva stigla je u Petrovaradin 18. srpnja 1688. godine. 
Petrovaradin je poslije oslobođenja od Turaka, bio pun vojske. Radilo se mnogo radi što boljeg utvrđivanja. U tu svrhu poslao je bečki papinski nuncij u Petrovaradin izdašnu svotu, a donjoaustrijska vlada veći broj radnika, zidara, kolara, itd. 
Rušenje starog grada počelo je 1690. godine, a kamen temeljac današnjoj tvrđavi položen je 18. listopada 1692. godine.
U petrovaradinski vojni garnizon su, 1693. godine, došli isusovci iz Osijeka, a potom, 1695., bosanski franjevci s fra Šimunom Dabićem. Oni su predvodili Hrvate Bunjevce i ostale katoličke izbjeglice iz Bosne koji su se naseljavali po Bačkoj, ali i Srijemu, jer su utvrde i jake vojne posade pružale, u onim nevoljama, sigurnost i mogućnost prodaje seljačkih proizvoda za opskrbu vojske. 
Njemačke obrtnike, pretežno iz Austrije i Švapske, privukle su plodne njive i vinogradi, a još više potražnja i procvat svakojakog obrta u novooslobođenim krajevima, kojemu domaće stanovništvo, bez tradicije, nije bilo toliko vješto. Čim je 1699. godine sklopljen Karlovački mir i nastala stanovita sigurnost, petrovaradinski isusovci (jezuiti) i franjevci (fratri) počinju gradnju prostranih crkava i rezidencija u Donjoj tvrđavi.
Petrovaradin je bio glavno mjesto dunavskih šajkaša, to jest oboružanih riječnih lađa.
U neposrednoj blizini Petrovaradina izvan tvrđave razvija se naselje.
Za vrijeme kolonizacije Vojvodine nakon 1945., u Vojvodinu su naseljavani i Hrvati. U Petrovaradin se naselilo nešto manji broj Hrvata, uglavnom iz Gorskog kotara te Bosne i Hercegovine.

## Stanovništvo
Početkom 19. stoljeća, Petrovaradin je po udjelu Hrvata bio hrvatskiji grad od primjerice Zagreba. U Petrovaradinu je živilo 98% Hrvata, za razliku od zagrebačkih 92%.
Prije srpske agresije na Hrvatsku, u Petrovaradinu je živjelo 19,81% Hrvata.
Prema popisu stanovništva iz 2002. godine, u Petrovaradinu je živjelo 13.973 stanovnika, od kojih su Srbi činili 69,5%; Hrvati 9,8%; Jugoslaveni 5,6%; Mađari 2,8%; Crnogorci 1,6%; Rusini 1% i ostali. 
Prema najnovijim podacima iz registra stanovništva iz 2005., u mjestu živi 15.266 stanovnika.

## Hrvatske ustanove u Petrovaradinu
Hrvati u Petrovaradinu, u kojem su činili više od 90% pučanstva, imali su bogat i raznovrstan život. Do Drugoga svjetskoga rata djelovalo je u Petrovaradinu tridesetak tridesetak kulturnih, prosvjetnih i športskih društava koja su gotovo sva bila hrvatskog obilježja, vidljivo u svom nazivu ili po nacionalnoj pripadnosti članstva. Isticala su se:
- Hrvatsko pjevačko društvo Neven
- Hrvatski sokol
- Omladinsko društvo „Jelačić“
- Žensko prosvjetno društvo „Zora“
- Hrvatska čitaonica
- Hrvatsko društvo „Prosvjeta“
- Nogometni klub „Zrinski“
- Nogometni klub „Jelačić“
- Karnevalsko društvo
- Građansko streljačko društvo
- Dobrovoljno vatrogasno društvo
- Radničko bolno potpomagajuće društvo

Nakon Prvoga svjetskoga rata smanjuje se bogatstvo tog života i Petrovaradinu i Hrvatima ovog grada. Veliku šteetu nanio je maćehinski odnos obližnjeg Novog Sada. Političke vlasti bile su u Novom Sadu i 1926. godine degradirale su Petrovaradin, oduzevši mu status grada i općine. Politički i administrativno je spojen s Novim Sadom, što je išlo na štetu razvitka Petrovaradina. Niz maćehinskih odluka se nastavio i u prvoj i u drugoj Jugoslaviji. Broj hrvatskoga življa u Petrovaradinu smanjiovao se i desetkovanje je nastavljeno i nakon Drugoga svjetskoga rata i time je izgubio obilježje znamenitog grada Hrvata. Spomen na stara slavna vremena čuvaju živi i neživi spomenici kulture.
Danas djeluju:
- Hrvatska čitaonica
- HKPD Jelačić (2004.)
- Petrovaradinsko karnevalsko društvo (Društvo za priređivanje maškara)
- Udruženje Hrvatsko prosvjetno društvo "Franjo Štefanović" (2015.)

Svi dogovori i okupljanja članova karnevalskog društva su se odvijala u gostionici Kod Frankopana.

Pedesetih godina 20. stoljeća komunističke su vlasti zabranile karnevalsku povorku i karnevalsko društvo pod izlikom "promicanja neprihvatljivog ozračja".

Danas se opet održavaju karnevalske svečanosti, ali ne u negdašnjem obujmu.
HNV Srbije je dalo ideju da se u Petrovaradinu, u bivšoj kući hrvatskog bana Josipa Jelačića uredi Hrvatski dom, mjesto koje bi bilo središnje okupljalište vojvođanskih Hrvata.
Petrovaradin je po stanju od 15. prosinca 2002. davao 3 elektora u Hrvatsko nacionalno vijeće Republike Srbije.
Od 2017. se održava i nastava hrvatskog jezika s elementima nacionalne kulture. Održava se u župnoj dvorani župe Uzvišenja svetoga Križa u Petrovaradinu. Održava se jednom tjedno.

## Crkve u Petrovaradinu

### Rimokatoličke crkve
Od protjerivanja Turaka iz Petrovaradina pa do 1918. godine u Petrovaradinu su bile samo rimokatoličke crkve. Do 1781. godine bilo je pet rimokatoličkih crkvi i dva samostana. Josip II. ukida franjevački samostan u Petrovaradinu i pretvara ga u bolnicu zajedno s franjevačkom crkvom do danas to je najstarija Vojna bolnica na tlu Europe.[nedostaje izvor]
- Crkva sv. Jurja u Petrovaradinu
- Crkva Gospe Snježne na Tekijama
- Crkva Uzvišenja Sv. Križa u Petrovaradinu
- Crkva Sv. Roka u Petrovaradinu
- Franjevačka crkva u Petrovaradinu, danas Vojno medicinski centar

### Pravoslavne crkve
Prva pravoslavna crkva u Petrovaradinu izgrađena je tek poslije 1918. godine u krugu današnje vojne bolnice. 
- Crkva Sv. Pavla
- Crkva Svete Petke
- Crkva Sv. Varnave
- Crkva Sv. Ilije
- Hram pokrova presvete Bogorodice (bivša starokatolička crkva Sv. Antuna)

### Starokatolička crkva
- Crkva sv. Antuna u Petrovaradinu

## Poznate osobe
Poznate osobe:
- Josip Jelačić
- Đuro Rajković
- Stanislav Preprek
- Amadeja Pavlović, redovnica družbe Milosrdnih sestara Svetog Križa, pravednica među redovnicama i narodima[9]
- Ivan Balenović
- Mijat Crnko, hrv. pjesnik za djecu i pedagog

## Vanjske poveznice
- Opće informacije o Petrovaradinskoj tvrđavi  Arhivirana inačica izvorne stranice od 5. prosinca 2006. (Wayback Machine)
- Grad Novi Sad  Arhivirana inačica izvorne stranice od 13. listopada 2008. (Wayback Machine)
- International Civic Heraldry
- Dom i svijet Reportaža iz SRJ
- Klasje naših ravni Petrovaradinske obljetnice
- Klasje naših ravni Crkva sv. Jurja u Petrovaradinu